# Реки Венгрии

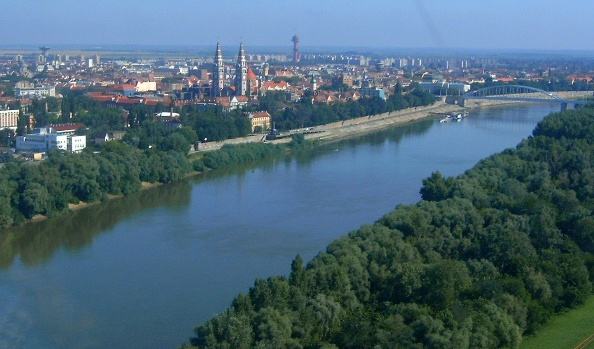
Тиса

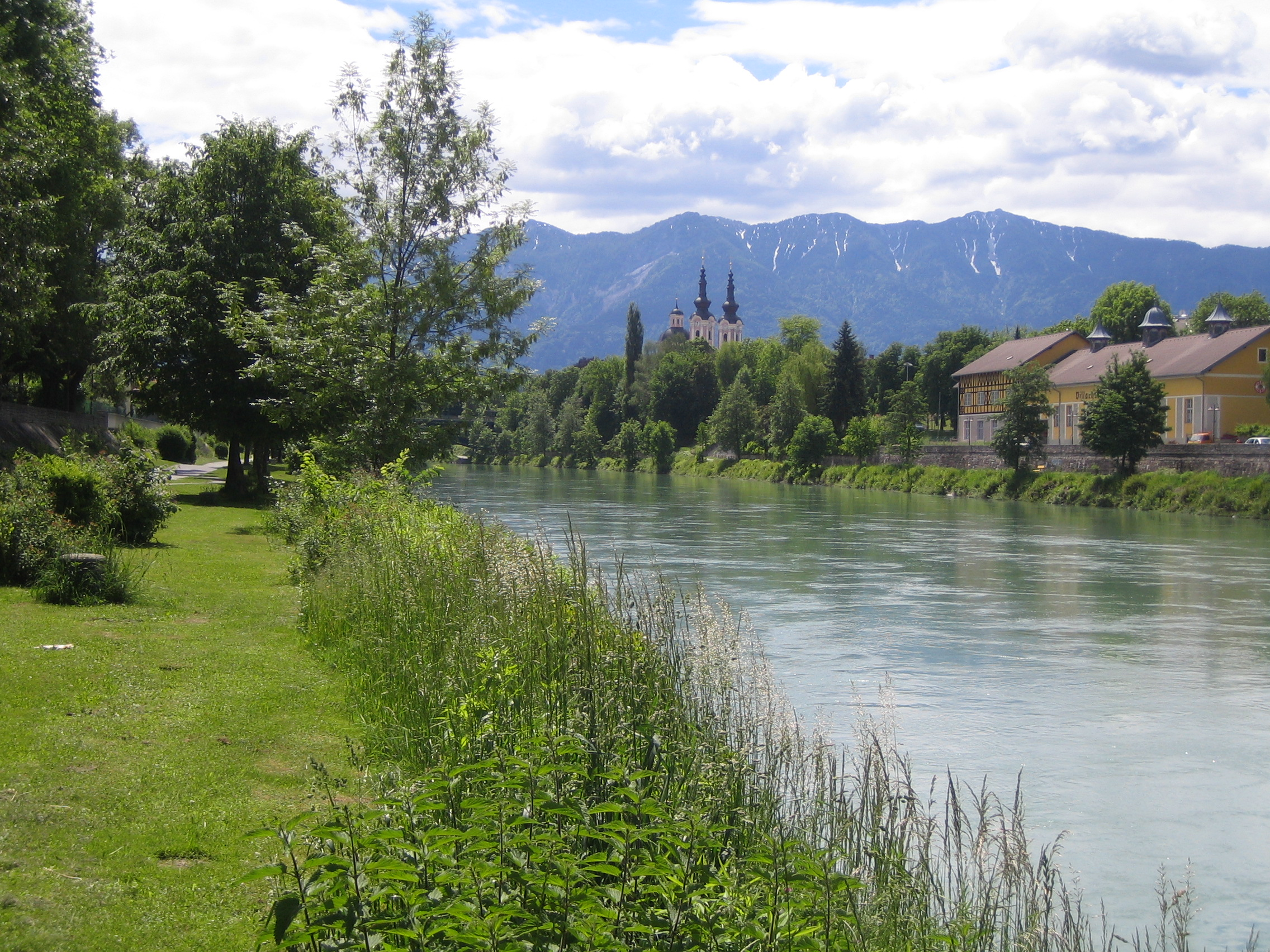
Драва

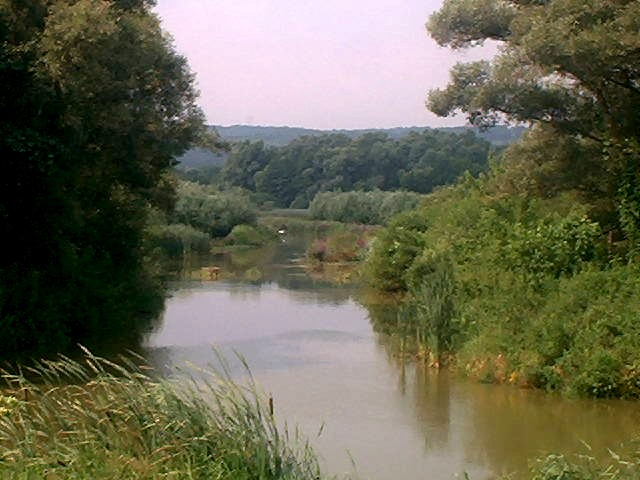
Зала

Реки Венгрии образуют относительно небольшую сеть, при этом некоторые районы страны почти полностью лишены поверхностных водостоков. Вся речная сеть принадлежит бассейну Дуная, который на протяжении 140 километров течёт вдоль границы Венгрии со Словакией, а затем на протяжении 270 километров пересекает страну с севера на юг. Речная сеть характеризуется сильными колебаниями водоносности и как следствие — высоты уровня рек. Для защиты от наводнений на территории страны возведено около 4 тыс. километров дамб и дамбовых укреплений. Отмечается непостоянство наступления и стойкости ледового покрова рек. Засушливый климат вызвал необходимость строительства ряда крупных оросительных систем.

## Список наиболее крупных рек по протяжённости[2]
Список наиболее протяжённых рек Венгрии.
| №  | Река   | Венгерское название | Длина на территории Венгрии, км | Общая длина, км |
| -- | ------ | ------------------- | ------------------------------- | --------------- |
| 1  | Тиса   | Tisza               | 579                             | 977             |
| 2  | Дунай  | Duna                | 417                             | 2848            |
| 3  | Задьва | Zagyva              | 170                             | 170             |
| 4  | Раба   | Rába                | 160                             | 211             |
| 5  | Ипель  | Ipoly               | 145                             | 233             |
| 6  | Драва  | Dráva               | 143                             | 749             |
| 7  | Зала   | Zala                | 139                             | 139             |
| 8  | Кёрёш  | Körös               | 138                             | 372             |
| 9  | Шайо   | Sajó                | 123                             | 123             |
| 10 | Шио    | Sió                 | 121                             | 121             |
| 11 | Горнад | Hernád              | 118                             | 286             |